# Rejdová
Rejdová (Hongaars: Sajóréde) is een Slowaakse gemeente in de regio Košice, en maakt deel uit van het district Rožňava.
Rejdová telt 729 inwoners.